# Samo za tvoje oči (album)
Samo za tvoje oči sedmi je studijski album Jelene Karleuše. Izdao ga je BK Telekom 20. prosinca 2002. godine.

## Popis pjesama
Tekstovi: Marina Tucaković, glazba: Phoebus.
| Br. | Skladba                                | Trajanje |
| --- | -------------------------------------- | -------- |
| 1.  | »Manijak«                              | 3:46     |
| 2.  | »Samo za tvoje oči«                    | 4:11     |
| 3.  | »Pazi se«                              | 3:17     |
| 4.  | »Moj dragi«                            | 4:13     |
| 5.  | »Ne, ne, ne«                           | 4:13     |
| 6.  | »Radoznala«                            | 3:59     |
| 7.  | »Još te volim«                         | 4:53     |
| 8.  | »Zar ne«                               | 3:30     |
| 9.  | »Love«                                 | 3:36     |
| 10. | »Manijak (remix version by Valentino)« | 5:15     |

## Izdanja
| Regija         | Datum              | Format(i)  | Izdavač    |
| -------------- | ------------------ | ---------- | ---------- |
| SR Jugoslavija | 20. prosinca 2002. | CD, kaseta | BK Telekom |